# Bucklin, Kansas
Bucklin är en ort i Ford County i Kansas. Vid 2010 års folkräkning hade Bucklin 794 invånare.